# 唐九红
唐九紅（1969年2月14日—），女，湖南安化人，中国退役羽毛球运动员，中国致公党党员，現任中国羽毛球协会副主席及中国宋庆龄基金会基金部部长。

## 生平

### 運動員生涯
唐九紅自小受其兄長唐辉影响愛上了羽毛球運動。1977年，她進入县业余体校學習羽毛球，四年後便入选湖南省羽毛球队；曾在全国青少年羽毛球比赛連續三年夺得女子单打冠军。
1986年，唐九紅代表中國参加世界青年羽毛球錦標賽，贏得混合双打冠军、女子单打亚军及女子双打第三名，成績斐然。1988年9月，参加全国羽毛球錦標賽，贏得女子单打全国冠军。同年11月，唐參加在印尼举行的亚洲羽毛球锦标赛，贏得女子单打冠军；並在翌年的世界羽毛球锦标赛和羽毛球世界杯贏得兩項季軍名銜。
1990年6月，唐九紅出戰在日本举行的尤伯杯，是協助中国队完成「四连冠」霸業的主力队员；同時，尤伯杯也是她夺得的首个世界冠军。同年9月，唐参加北京亚运会羽毛球比賽，获得女子团体及女子单打兩面金牌。
1991年，唐九紅的羽毛球事業登上高峰，在哥本哈根舉行的世界羽毛球锦标赛中，一舉贏得女单冠军。可是她並未停下腳步，更為了來年奥运会的积分赛在一年間打了14个公开赛；因为長時間維持高强度的训练，导致身体严重不适，泌尿系统失常，更時常出現尿血的情況。
1992年5月，唐九紅再次為中国队贏得尤伯杯，但同時，她的尿血情况亦变得严重。為備戰奥运会，教練安排她在北京密云水库的一个基地调养一个月；但随后的训练已有所影響。
同年7月，唐九红代表中國參加巴塞罗那奥运会羽毛球比賽。比赛期間，由於尿血再次出现，唐九红明显感觉力不从心，虽然咬緊牙關通过了前3轮比赛，但身體狀況卻每況愈下。她最終在準決賽以0-2負於韩国的方銖賢，仅获铜牌。
由於有負國人的「期望」，唐九红在比赛失利后面對國內铺天盖的指责，使身心俱疲的她萌生退役的念頭，但在湖南省体育局的支持下，她還是坚持得到參加1993年的七运会。經一段時間的休養，唐九红的身体已逐渐恢复，並在該屆的全運會比賽回復出色的表現，最終获得女单桂冠；她也在全运会后宣佈退役。

### 退役生涯
退役後，唐九红在家鄉湖南開設湘菜馆，後來又在北京開分店。
1996年，唐九红移居美国，但没多久便回到中国，與丈夫和剛出生的孩子在北京定居。後來，因不太适应北京的天气而回到湖南；正值湖南省成立羽毛球管理中心，她便被局长邀作中心主任，開始从事体育管理工作。起初，她打算過了一届全运会後，便再回到北京；但由於湖南省羽毛球隊在2001年九运会的成績特别好，一舉拿下3金2银，她便決定繼續留在湖南工作。 
2002年初，湖南省体育局党组委派唐九红到益阳市朝阳区當副区长，作為基层挂职锻炼；後來，獲擢升為湖南省体育局副局长，以及獲選為全国人大代表。
在2019年1月28日，中国羽毛球协会举行的第六届全国代表大会上，唐九红当选中国羽协副主席。

## 個人榮譽
唐九紅曾獲國家頒發「體育運動榮譽獎章」和「國際級運動健將」稱號。
此外，湖南省先後授予她「省劳动模范」、「新长征突击手」及「三八红旗手」等稱號，並記特等功兩次、一等功一次；更在1991年被評為湖南省十大杰出青年之一，1994年有當選湖南省十大杰出女性。

## 主要戰績
| 年份   | 賽事                     | 成績             |
| ------ | ------------------------ | ---------------- |
| 1989年 | 泰國羽毛球公开赛         | 冠軍（女子單打） |
| 1989年 | 瑞士羽毛球公开赛         | 冠軍（女子雙打） |
| 1989年 | 瑞士羽毛球公开赛         | 冠軍（女子單打） |
| 1989年 | 世界羽毛球锦标赛         | 季軍（女子單打） |
| 1989年 | 丹麦羽毛球公开赛         | 冠軍（女子單打） |
| 1990年 | 新加坡羽毛球公开赛       | 冠軍（女子單打） |
| 1990年 | 亞洲運動會羽毛球比賽     | 金牌（女子單打） |
| 1990年 | 丹麦羽毛球公开赛         | 冠軍（女子單打） |
| 1991年 | 香港羽毛球公开赛         | 亞軍（女子單打） |
| 1991年 | 世界羽毛球锦标赛         | 冠軍（女子單打） |
| 1992年 | 羽毛球世界杯             | 冠軍（女子單打） |
| 1992年 | 奥林匹克运动会羽毛球比賽 | 銅牌（女子單打） |
| 1992年 | 全英羽毛球公开赛         | 冠軍（女子單打） |
| 1993年 | 世界羽毛球锦标赛         | 季軍（女子單打） |

### 世界冠軍頭銜
唐九紅在羽毛球生涯中共奪得4項羽毛球世界冠軍頭銜。
| 賽事             | 奪冠次數 | 年份                                  |
| ---------------- | -------- | ------------------------------------- |
| 世界羽毛球锦标赛 | 1        | 1991年（女子單打）                    |
| 羽毛球世界杯     | 1        | 1992年（女子單打）                    |
| 尤伯杯           | 2        | 1990年（女子團體） 1992年（女子團體） |
| 總計             | 4        |                                       |